# ويليام لاد
ويليام لاد (بالإنجليزية: William Ladd)‏ (10 مايو، 1778 – 9 إبريل، 1841) كان أحد أوائل النشطاء المناهضين للحرب، وأول رئيس لجمعية السلام الأمريكية.

## سيرته
وُلد لاد في إيكستر، نيوهامبشير وكان سليلًا مباشرًا لدانييل لاد، (1613-1693). بعد تخرجه من هارفارد عام 1797، أبحر بوظيفة بحار من بّورتسماوث، نيوهامشير في مركب يملكه والده، الذي كان تاجرًا محليًا. أصبح بعمر 20 عامًا قبطانًا متمكنًا في نيو إنجلاند ورأى الكثير من العالم. كانت لديه مزرعة لفترة قصيرة في فلوريدا والتي فشلت بسبب رفضه لاستخدام العمال المستعبدين.
غير مؤمن بالحرب لأي غاية، أصبح فلاحًا لدى اندلاع حرب 1812، عندما أوقف الحصار البريطاني التجارة بشكل مؤقت. انتقل إلى مينوت، مين، وأصبح مزارعًا ناجحًا، وكرس كلًا من لسانه وقلمه للدعوة إلى اللامقاومة. كتب عام 1823 أول 32 مقالة من مقالات عن السلام والحرب، ونُشر الكتاب في كرستيان ميرور في بّورتلاند، مين، والذي وضع خطة مسيحية للسلامية. كانت تلك المقالات منشورة باسم مستعار على شكل كتاب عام 1825 (بّورتلاند، مين: شيرلي وإيرواردز) تحت عنوان مقالات الفيلانثروبوس عن السلام والحرب؛ وهي نسخة ثانية منقحة ومصححة نشرت عام 1827 (إيكستر، نيوهامشير: جاي. تي. بورنهام بالنيابة عن إيكستر وجمعيات السلام الأخرى). انتقدت المقالات التي تلت تجارة العبيد ورفع نصب بنكر هيل التذكاري في تشارلزتاون، ماساتشوستس كنصب تذكاري للحرب.
»جمعيات السلام« المحلية والحكومية كانت موجودةً سابقًا في عشرينيات القرن التاسع عشر، ولكن في 1828 تشكلت جمعية السلام الأمريكية برئيسها الأول لاد. عُقد الاجتماع الأول في مدينة نيويورك. كتب لاد ونشر جريدة الجمعية، ذا هاربنغر أوف بّيس (ذا كالوميت لاحقًا) من منزله في مينوت، مين. في عام 1837، وبسبب تأثير لاد ومعارضة حجج الأعضاء الآخرين، من ضمنهم الرئيس باودوين كوليج، فقد عُدل دستور جمعية السلام الأمريكية ليعلن أن جميع الحروب تتعارض مع الإنجيل المسيحي.
أقترح لاد عام 1840 خطة للمؤتمر العالمي ومحكمة الأمم، مشابهة بعض الشيء لعصبة الأمم أو الأمم المتحدة لاحقًا. نشر مقالة عن مؤتمر الأمم (1840). كان متأثرًا جزئيًا بالتعزيز العسكري في السنة التي سبقت في مسقط رأسه في ولاية مين بسبب نزاع حدودي مع بريطانيا، ما عُرف بحرب أروستوك.
دُفن لاد في بّورتسماوث، نيوهامبشير.